# Канадские федеральные выборы (1968)
Канадские федеральные выборы 1968 года состоялись 25 июня. В результате было выбрано 264 члена 28-го парламента страны. Выиграла выборы Либеральная партия во главе с Пьером Трюдо. Официальной оппозицией стала Прогрессивно-консервативная партия.
Это были первые федеральные выборы в Канаде, на которых проводились предвыборные дебаты с участием лидеров партий. Дебаты прошли 9 июня.
Явка составила 76 %.

## Предвыборная кампания
В декабре 1967 года Лестер Пирсон объявил о своём уходе. Новым главой Либеральной партии на выборах в апреле 1968 года в сложной борьбе стал относительно неизвестный Пьер Трюдо. Он же стал премьер-министром страны. Трюдо, будучи двуязычным федералистом, стал очень популярен, предвыборная кампания либералов проводилась в основном с опорой на его личность. В предвыборных лозунгах Трюдо предлагал пойти работать вместе с ним («Come work with me»).
Прогрессивно-консервативная партия во главе с Робертом Стэнфилдом выступала с идеей объединения двух наций (франкоканадцев и англоканадцев) под лозунгом «Одна страна, одна Канада» («One country, one Canada»). Однако, партия не совсем оправилась после ухода Джона Дифенбейкера.
Левая Новая демократическая партия во главе с премьером Саскачевана Томми Дугласом выступала с лозунгом «You win with the NDP», в её предвыборной кампании было доступное жильё, увеличение пенсий по возрасту, уменьшение цен на лекарства. Вместе с тем, партия испытывала трудности, так как новый лидер либералов Трюдо, в своё время поддерживавший её, использовал левую риторику и оттянул часть голосов (особенно молодёжи) на себя.
В выборах участвовала как Партия социального кредита Канады, так и отделившееся от неё популистское квебекское крыло Объединение социального кредита.

## Результаты
В результате выборов в парламент страны прошли Либеральная партия Канады, Прогрессивно-консервативная партия Канады, Новая демократическая партия и Объединение социального кредита. Также были избраны по одному беспартийному и либерал-лейбористскому кандидату. Кроме того, в выборах принимали участия, но не получили ни одного места в парламенте Партия социального кредита, Коммунистическая партия Канады, Носорожья партия, Демократическая партия, Реформистская партия, Консервативная партия, Социалистическая рабочая партия, Республиканская партия, партии Démocratisation Économique, Esprit social, Franc Lib, New Canada. Меньше всего голосов получил кандидат неонацистов (Национал-социалистической партии).